# Il santuario di Gondwana
Il santuario di Gondwana (Le Sanctuaire du Gondwana) è il tredicesimo racconto e diciottesimo album della serie a fumetti dedicata a Blake e Mortimer, scritto da Yves Sente e disegnato da André Juillard, basato sui personaggi creati da Edgar P. Jacobs. Si può considerare il seguito de I sarcofagi del sesto continente.
L'avventura venne pre-pubblicata sul quotidiano belga La Dernier Heure/Les Sports dal 16 gennaio 2008, venne poi pubblicata in album il 28 marzo 2008 con le Editions Blake et Mortimer. 

## Trama
Nel Tanganica, il professor Heidegang scopre nel lago del cratere di Ngorongoro un ingresso segreto che conduce a una sorta di santuario. Come prova della sua scoperta decide di prendere un anello da una statua, ma viene però scoperto da un gruppo di misteriosi personaggi che lo mettono in fuga, ferendolo alla coscia. A Londra, il professor Philip Mortimer, stanco e affetto da problemi di memoria a causa della sua esperienza nei sarcofagi di Açoka, viene invitato dal medico a riposarsi. Ma Nastasia Wardynska, del CSIR, gli porta i risultati delle analisi sulla roccia che aveva portato dall'Antartide: si tratterebbe di una roccia d'oro tempestata di diamanti risalente a 350 milioni di anni prima, in cui vi sono incisi dei segni enigmatici che proverebbero l'esistenza di una civiltà in quell'epoca. 
Al Centaur Club, Mortimer condivide le sue scoperte con il suo amico capitano Francis Blake, in partenza per la Francia per incontrare il professor Labrousse, il loro amico meteorologo francese, e discutere della sua invenzione, il Subglacior II. Invece, Mortimer decide di recarsi agli archivi del Daily Mail dove Mr Stone gli mostra un articolo sul professor Heidegang, che i paleontologi Mr e Mrs Leaky avevano trovato delirante mentre stringeva in mano un anello inciso con gli stessi segni enigmatici della roccia. Tornato a casa, Mortimer approfondisce la lettura delle sue memorie e scopre che la scrittrice e archeologa amatoriale Sarah Summertown, con la quale ha avuto una storia in gioventù, è amica dei Leaky. Nel frattempo, negli archivi del Daily Mail, un uomo misterioso riesce a consultare l'articolo riguardante il professor Heidegang passandosi per l'assistente di Mortimer. L'indomani, Mortimer si reca da Sarah Summertown per la prima volta dopo molti anni. Dopo averle raccontato le incredibili scoperte fatte precedentemente, Sarah accetta di aiutare Mortimer a condizione che lo accompagni in questa spedizione e, in seguito, anche Nastasia impone la sua presenza al professore. 
All'aeroporto di Londra, Mortimer, Sarah e Nastasia si imbarcano per Nairobi sotto gli occhi dell'uomo misterioso. Sull'aereo, Sarah mostra una serie di monili incisi degli stessi segni enigmatici della roccia e dell'anello trovati in diverse parti del mondo, che potrebbero indicare l'esistenza di una civiltà all'epoca dell'unico continente di Gondwana. A Londra, l'uomo misterioso si intrufola in casa di Blake durante la notte minacciando il capitano con una pistola e chiedendogli di ascoltare ciò che ha da dire. Il giorno seguente, Blake prende un volo per l'Antartide con il professor Labrousse per la consegna di un carico misterioso. Nel frattempo, l'uomo misterioso riceve un passaporto, un biglietto aereo per Nairobi e dei soldi da David Honeychurch, che ha ricevuto istruzioni dal suo superiore Blake. Arrivato a destinazione, si stabilisce nello stesso hotel di Mortimer e delle sue due amiche, rivelandosi il colonnello Olrik sotto mentite spoglie. Intanto, Mortimer, Sarah e Nastasia fanno visita in ospedale al delirante professor Heidegang. Mortimer riesce in qualche modo a comunicare con Heidegang parlandogli in tedesco e capendo che le guardie di Gondwana chiedono che l'anello venga loro restituito. 
I tre amici prendono un aereo per Arusha, accompagnati da Olrik travestito, fattosi invitare da Nastasia. Lì incontrano la loro guida Bombo, con la quale partono il giorno successivo per il cratere di Ngorongoro. Nel frattempo, Olrik aiuta Uru, un giovane Masai, al mercato, ma ciò lo porta a cadere in un'imboscata. Qui viene però riconosciuto da Razul il Bezendjas, il suo ex scagnozzo, che lo convince a collaborare per spartitrsi le ricchezze della civiltà perduta di Gondwana. Con il dirigibile di Youssef, un altro ex complice di Olrik, i tre criminali possono seguire senza essere visti la macchina che trasporta Motimer, Sarah, Nastasia, Bombo e Uru. Quando attraversa un fiume, Nastasia cade nell'acqua e viene trascinata dalla corrente verso una riva a valle dove si ritrova di fronte a un leone. Ma la ragazza viene salvata da Uru, che viene però ucciso dal temibile animale. Nastasia si ritrova ora però ad affrontare un branco di licaoni, ma anche in questo caso viene salvata, stavolta dalla mongolfiera di Youssef in cui la ragazza riconosce il colonnello Olrik. Mortimer, Sarah e Bombo arrivano finalmente da Nastasia dopo essere sfuggiti a un branco di elefanti. Quella sera, partecipano al funerale di Uru nel suo villaggio. 
L'indomani Mortimer, Sarah, Nastasia e Bombo arrivano al cratere di Ngorongoro e si immergono nel lago per trovare l'ingresso segreto, senza sapere che Olrik e Razul seguono ogni loro movimento. I quattro avventurieri entrano così nel santuario dove vengono subito circondati dalle guardie, ma l'anello li protegge. A questo punto un disco traslucido che dice di chiamarsi Vita spiega loro che si trovano nel Santuario della Vita Eterna, quindi li invita a farsi avanti per ammirarlo. I quattro avventurieri si trovano così in una grande stanza con al centro una strana macchina: più di 300 milioni di anni prima, si era sviluppata una civiltà simile alla loro, ma di fronte alle tensioni causate da crescenti ingiustizie, gli scienziati crearono un'incubatrice capace di generare nuovi individui se l'umanità fosse scomparsa, cosa che alla fine accadde. Ma Olrik e Razul appaiono all'improvviso e, armati, minacciano Mortimer, Sarah, Nastasia e Bombo. Olrik fa però una rivelazione straordinaria: quando uscirono dai sarcofagi di Açoka, il corpo di Mortimer era controllato dalla mente di Olrik mentre la mente del professore era intrappolata nel corpo del colonnello! Questa rivelazione provoca confusione tra i protagonisti che non sanno più a chi credere finendo per minacciarsi a vicenda. Di fronte a questo spettacolo angosciante, la Vita decide di rimandarli indietro dopo aver cancellato loro la memoria per proteggere l'incubatrice. 
Sulla rive del lago, Olrik (nel corpo di Mortimer) viene arrestato dal capitano Blake, convinto a Londra da Mortimer (nel corpo di Olrik) della sua buona fede. Così, salgono tutti sull'idrovolante di Lord Archibald Mac Auchentoshan, miliardario ambientalista, dove trasporta i sarcofagi di Açoka trovati dal professor Labrousse nelle rovine della base antartica indiana. Mortimer quindi riacquista il proprio corpo e lo dimostra grazie alla sua scrittura (che è legata alla mente e non al corpo). Infine, i sarcofagi vengono gettati in mare per non poter essere più ritrovati. 

## Luoghi
L'avventura si svolge principalmente in Africa, in particolare nel Tanganica - attuale Tanzania, ma anche a Londra, nel Regno Unito. Vi sono alcune scene anche in Antartide e a Nairobi, in Kenya . 

Alcuni luoghi presenti nell'avventura
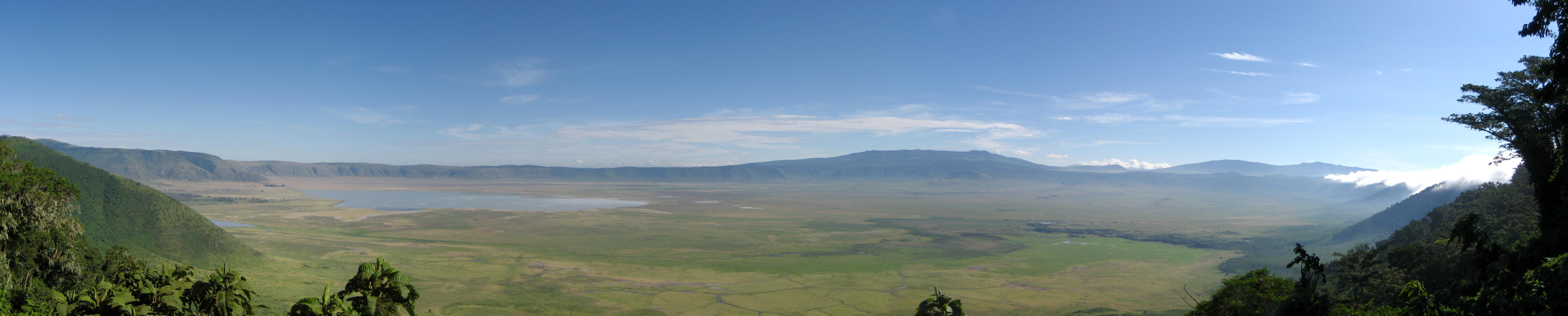
Cratere di Ngorongoro.
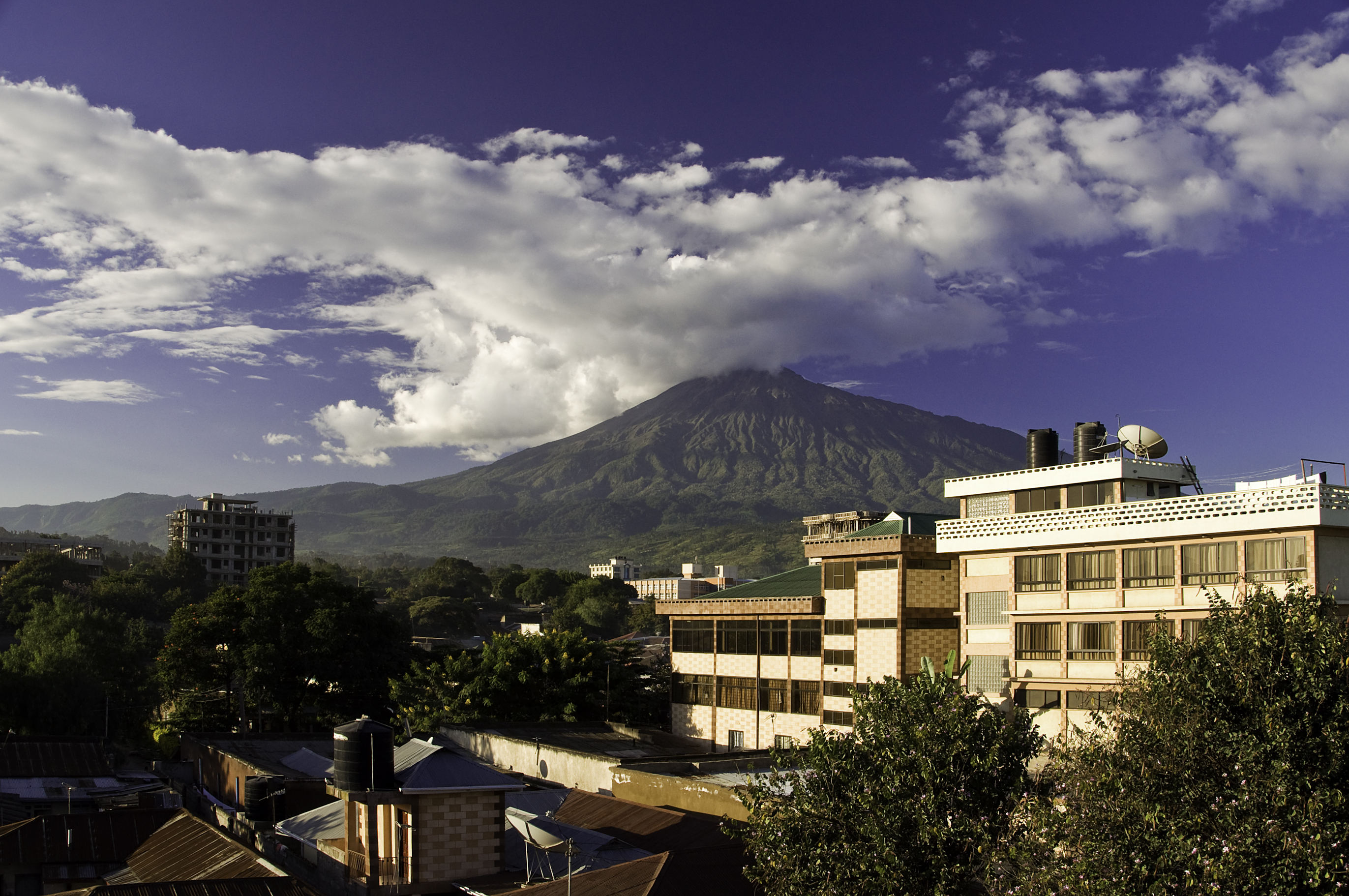
Città di Arusha ai piedi del Monte Méru.

## Analisi

### Scenario
Il Santuario di Gondwana è una continuazione de I sarcofagi del sesto continente. Gli autori riportano alcuni personaggi come il professor Labrousse, Lord Archibald Mac Auchentoshan, i comandanti Duchassy e Byrd. 
Parte della storia si basa sul modello scientifico della tettonica delle placche, concetto che deriva dalla tesi sulla deriva dei continenti sviluppata da Alfred Wegener all'inizio del XX secolo.

### Riferimenti
Yves Sente e André Juillard fanno riferimento a diversi album precedenti di Jacobs riportando personaggi come Razul il Bezendjas, vecchio complice di Olrik, e Youssef Khadem, altro complice di Olrik (Il mistero della grande piramide), James, il maggiordomo del Centaur Club, Leslie Macomber, direttore del Daily Mail, Mr Stone, archivista del Daily Mail e Mrs Benson, governante di Blake e Mortimer (Il marchio giallo), e il professor Labrousse, meteorologo francese ( S.O.S. Meteore). È presente anche Nastasia Wardynska, scienziata russa del CSIR, de La macchinazione Voronov e David Honeychurch, assistente di Blake all'MI5, de L'affare Francis Blake.